# 그레이엄 콕슨
그레이엄 콕슨(Graham Coxon, 1969년 3월 12일 ~ )은 독일 출신의 영국의 싱어송라이터이자 화가다. 블러에서 활동하였을 때는 리드 기타 백킹 보컬리스트를 맡았고 솔로 앨범을 8장을 내기도 하였다. 콕슨은 블러의 데뷔 앨범인 Leisure부터 현재까지 많은 음악적이고 예술적인 재능을 선보였다. 특히 그의 작사 실력이 빛난 곡들은 Tender, Coffee & TV 같은 히트 싱글앨범들과 몇 트랙들이 있다.
콕슨은 2002년 데이먼 알반과의 작은 언쟁으로 인해 블러를 탈퇴하고 솔로 활동을 하다가 2009년에 블러가 재결합함으로써 밴드에 복귀했다. 콕슨은 음악가로서도 그렇지만 그의 솔로 앨범들과 블러의 13의 커버 아트를 그린 훌륭한 화가이기도 하다.
콕슨은 기타를 빼고도 악기를 다루며 그의 솔로 앨범을 제작할 때 세션의 도움을 받지 않고 혼자 녹음을 한다. 조니 그린우드와 노엘 갤러거 같은 영국의 유명 기타리스트들은 콕슨의 음악적인 능력과 재능을 칭찬하며 "그의 세대에서 가장 재능있는 기타리스트중 하나"라고 평가하기도 했다. 그는 2010년 BBC 폴에서 선정한 지난 30년간 가장 훌륭한 기타리스트 15인 중 한명에 선정되기도 하였다.

## 생애
콕슨은 서독의 린텔른 지역에 태어났고 그의 아버지는 봅 콕슨이며 클라리넷 연주자이자 밴드의 리더이기도 하다. 그는 어린시절에 더비근처의 스폰든으로 이사를 갔다. 이 기간 동안에 콕슨은 더비 카운티의 팬이 되었다고 한다. 그리고 잉글랜드 남동쪽의 에섹스 지역의 콜체스터로 이사를 간다. 콕슨은 이곳에서 자랐으며 블러의 멤버인 데이먼 알반을 만난곳이기도 하다. 콕슨은 BBC의 유명 어린이 프로그램인 Blue Peter에 두 번 출연하였다.

## 음악 커리어

### 블러 (1989-2002; 2009–현재)
콕슨은 블러의 베이시스트 알렉스 제임스를 만난 런던에 있는 골드스미스 대학교에서 미술을 2년간 공부하였다. 그가 학교를 다니던 시절 당시 그는 미래에 영국 현대 미술 운동을 이끌던 빛들인 데이미언 허스트, 마이클 랜디, 샘 테일러존슨 그리고 아비게일 레인 같은 인재들과 함께했다. 그는 그때의 밴드인 시모어(Seymour)의 계속되는 성공땜에 대학교를 관두었다. 후에 밴드 명칭을 블러로 바꾸었는데 그 이유는 레코드 사 푸드 레코드가 생각하기에 시모어는 너무 밴드부(student-ish) 같았기 때문이다.

## 솔로 음반 목록

### 정규 음반
- 《The Sky Is Too High》(1998년)
- 《The Golden D》(2000년)
- 《Crow Sit on Blood Tree》(2001년)
- 《The Kiss of Morning》(2002년)
- 《Happiness in Magazines》(2004년)
- 《Love Travels at Illegal Speeds》(2006년)
- 《A+E》(2012년)

### 라이브 음반
- 《Live at the Zodiac》(2004년)
- 《Burnt to Bitz》(2006년)

### 사생활
그레이엄 콕슨은 축구팀 더비 카운티의 서포터로 알려져있다.